# Londres 2012 (Doctor Who)
Londres 2012 est le onzième épisode de la Saison 2 de la deuxième série de la série télévisée britannique Doctor Who. Il a été diffusé pour la première fois le 24 juin 2006 sur BBC One.

## Accroche
Cet épisode commence le jour de la cérémonie d'ouverture des Jeux olympiques d'été de 2012. Le Docteur et Rose se posent avec le TARDIS dans une paisible rue de la banlieue de Londres. Mais depuis six jours, des enfants disparaissent mystérieusement et la tension commence à monter entre les habitants du quartier…

## Distribution
- David Tennant : Le Docteur
- Billie Piper : Rose Tyler
- Nina Sosanya : Trish
- Abisola Agbaje : Chloe Webber
- Edna Doré : Maeve
- Tim Faraday : Le père de Tom
- Abdul Salis : Kel
- Richard Nichols : Le Conducteur
- Erica Eirian : Le Voisin
- Stephen Marzella : L'officier de Police
- Huw Edwards / Becky Wright : Le Commentateur. Après que le journaliste-vedette Edwards avoue avoir détenu des images pédopornographiques, l'épisode est modifié sur BBC iPlayer[1].

## Résumé
Le TARDIS atterrit dans l'impasse « Dame Kelly Holmes » le jour de la cérémonie d'ouverture des Jeux Olympiques de 2012. Le voisinage se prépare au passage de la flamme olympique, mais l'ambiance est morose du fait de la disparition inexplicable de plusieurs enfants dans le quartier. Un employé municipal, Kel, mentionne que des voitures tombent régulièrement en panne depuis une semaine. Le Docteur et Rose enquêtent et se rendent compte que la source de ces problèmes est une préadolescente solitaire âgée de 12 ans, Chloe Webber, qui peut faire disparaître des personnes en les dessinant. Le Docteur hypnotise Chloe et constate qu'elle est possédée par un jeune Isolus, une petite forme de vie extra-terrestre qui ne supporte pas la solitude et se déplace habituellement avec des milliards d'autres congénères. Celui-ci s'est perdu en chemin et a trouvé en Chloe une amie car elle est également seule. En plus d'emprisonner des personnes dans des dessins, ce qui a pour but de rompre son isolement, l'Isolus a fait dessiner à Chloe une image de son père, un homme violent qui l'effraie beaucoup. Cette image semble vouloir prendre corps dans le monde réel.
Le Docteur explique que s'ils retrouvent la nacelle de l'Isolus et la remettent en état de marche, l'alien laissera Chloe. Mais la petite fille dessine frénétiquement le Docteur, qui se retrouve dans l'un de ses dessins, ce qui oblige Rose à chercher elle-même le vaisseau. Elle réussit enfin à le retrouver alors que Chloe et l'Isolus ont déjà fait disparaître le public du stade olympique et s'apprêtent à en faire autant avec des milliards de personnes. Rose, suivant les instructions du Docteur dessiné, actionne la nacelle en la lançant dans la flamme olympique. Les enfants disparus réapparaissent, mais le dessin que Chloe avait fait de son père s'anime également. Cependant, calmée par sa mère, Chloe parvient à le faire disparaître.
Rose s'inquiète car le Docteur n'est toujours pas revenu ; finalement, elle l'aperçoit à la télévision prenant le relais du porteur de flamme et allumant lui-même la vasque olympique. L'Isolus retourne vers les siens, et le Docteur conclut l'épisode en disant qu'« une tempête se prépare ».

### Continuité
- Comme dans l'épisode « Rose », le Docteur en appelle à la « Proclamation des ombres ».
- Le Docteur dit ne pas trop aimer les chats depuis sa rencontre avec les infirmières-chat dans « Une nouvelle Terre ».
- Le Docteur dit à Rose qu'il a été père auparavant, ce qui fait référence aux premiers épisodes de la première série lorsqu'il voyageait avec sa petite fille, Susan Foreman.
- Le nom de Torchwood est cité par le commentateur après la disparition du public[2].

### Casting

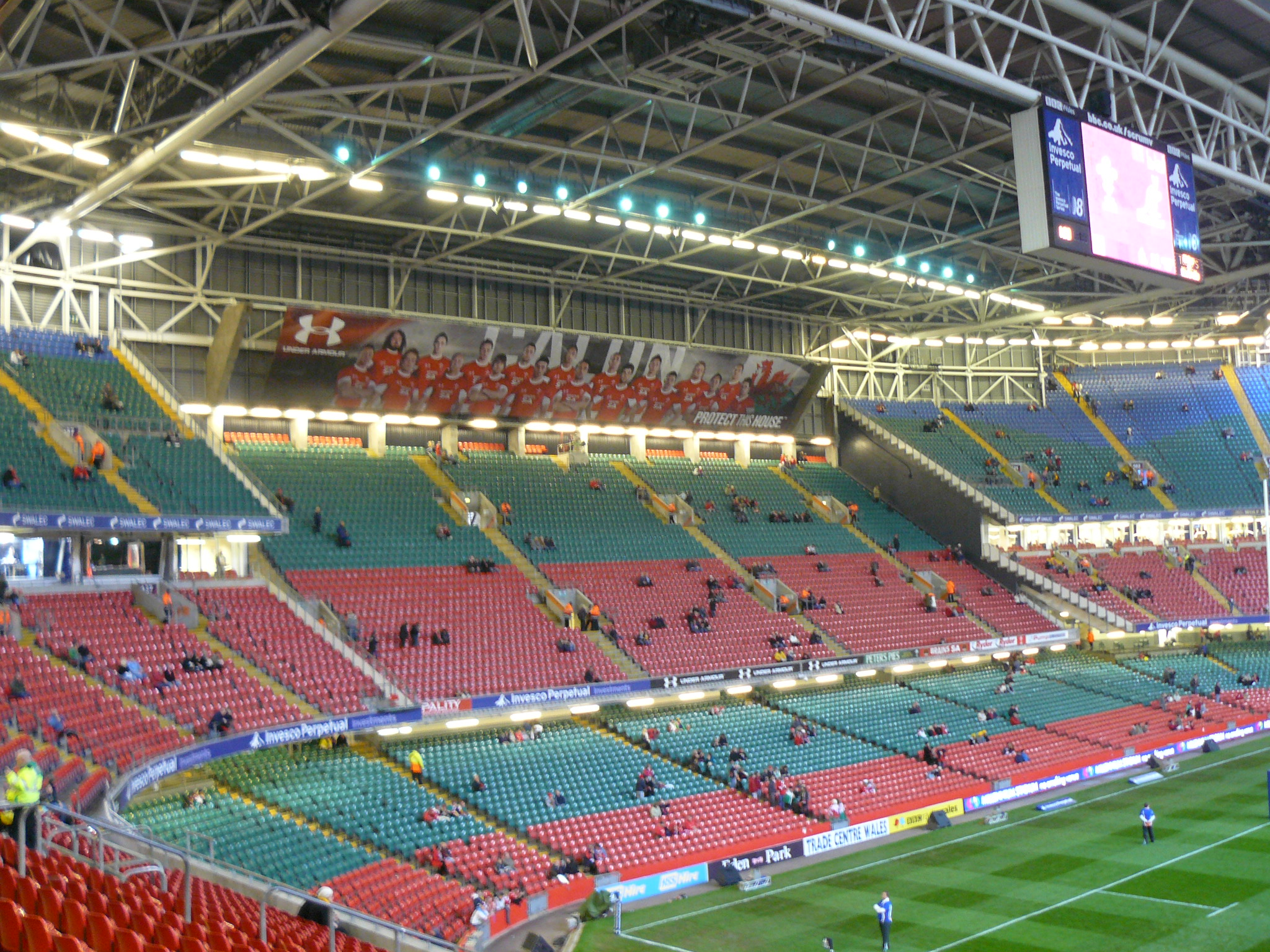
Le Millennium Stadium de Cardiff fut utilisé pour servir de décors au stade Olympique.